# Iuzino, Krasîliv
Iuzino (în ucraineană Юзіно) este un sat în comuna Hrîțenkî din raionul Krasîliv, regiunea Hmelnîțkîi, Ucraina.

## Demografie
Componența lingvistică a localității Iuzino
     Ucraineană (95,45%)
     Rusă (1,3%)
Conform recensământului din 2001, majoritatea populației localității Iuzino era vorbitoare de ucraineană (95,45%), existând în minoritate și vorbitori de armeană (3,25%) și rusă (1,3%).